# Le Tronquay (Calvados)
Le Tronquay ist eine französische Gemeinde im Département Calvados in der Region Normandie mit 762 Einwohnern (Stand: 1. Januar 2022). Le Tronquay gehört zum Arrondissement Bayeux und zum Kanton Trévières. Die Einwohner werden Tronquinois genannt.

## Geografie
Le Tronquay liegt etwa zehn Kilometer südwestlich von Bayeux. Umgeben wird Le Tronquay von den Nachbargemeinden Crouay im Norden, Campigny im Norden und Nordosten, Agy im Osten und Nordosten, Noron-la-Poterie im Osten, Castillon im Süden und Südosten, Balleroy-sur-Drôme im Süden, Montfiquet im Südwesten sowie Le Molay-Littry im Westen. Das Gemeindegebiet wird vom Flüsschen Tortonne tangiert, das hier auch noch als Moulin Ouf bezeichnet wird.

## Bevölkerungsentwicklung
| 1962                      | 1968 | 1975 | 1982 | 1990 | 1999 | 2006 | 2013 |
| ------------------------- | ---- | ---- | ---- | ---- | ---- | ---- | ---- |
| 627                       | 593  | 602  | 623  | 651  | 626  | 726  | 766  |
| Quelle: Cassini und INSEE |      |      |      |      |      |      |      |

## Sehenswürdigkeiten
- Saint-Jacques aus dem 19. Jahrhundert
- Kapelle Notre-Dame aus dem 19. Jahrhundert

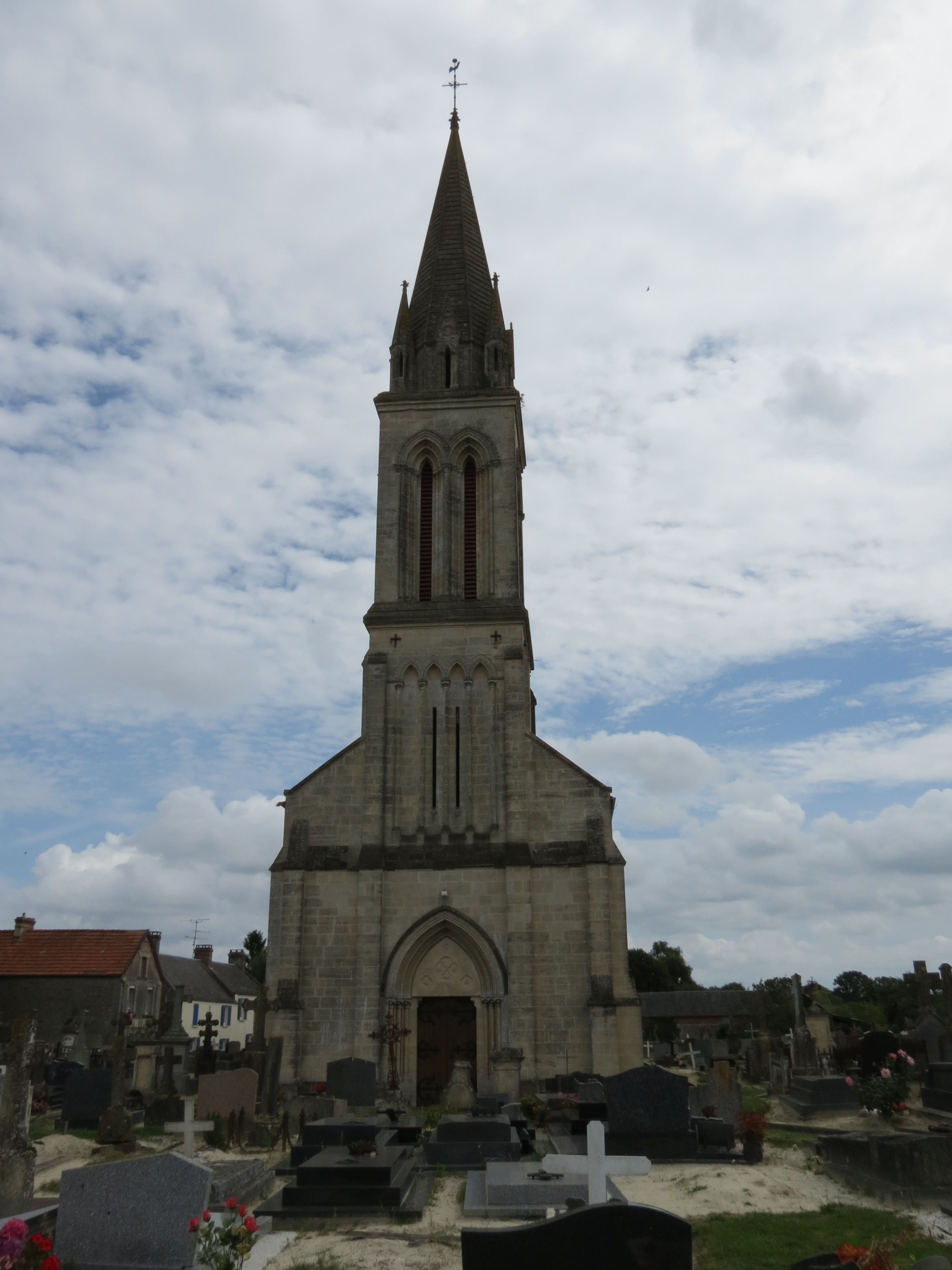
Kirche Saint-Jacques